# Domazan
Domazan är en kommun i departementet Gard i regionen Occitanien i södra Frankrike. Kommunen ligger i kantonen Aramon som tillhör arrondissementet Nîmes. År 2022 hade Domazan 966 invånare.

## Befolkningsutveckling
Antalet invånare i kommunen Domazan
Referens:INSEE